# عالی (فیلم ۲۰۰۵)
عالی 
(به تلوگویی: Mahanandi) فیلمی محصول سال ۲۰۰۵ و به کارگردانی وی. سامودرا است. در این فیلم بازیگرانی همچون سومانت، آنوشکا شتی، سریهاری، سومان و کوتا سرینیواسا راو ایفای نقش کرده‌اند.